# MGM-134 Midgetman
MGM-134A Midgetman, також відома як мала міжконтинентальна балістична ракета — міжконтинентальна балістична ракета, розробленою ВПС США. Система була мобільною і могла бути швидко налаштована, що дозволяло їй переміщатися на нове місце стрільби після того, як стало відомо про запуск ракети противника. Щоб атакувати цю зброю, ворог мав би накрити територію навколо свого останнього відомого місця розташування кількома боєголовками, використовуючи великий відсоток своєї сили для обмежених успіхів і не гарантуючи, що всі ракети будуть знищені. За такого сценарію США збережуть достатню кількість своїх сил для успішного контрудару, тим самим зберігаючи стримування.

## Огляд
Midgetman виникла на основі вимоги, висловленої в середині 1980-х років ВПС США щодо малої міжконтинентальної балістичної ракети, яку можна було б розгорнути на дорожніх транспортних засобах. Стаціонарні шахтні шахти за своєю суттю вразливі до атак, і зі збільшенням точності балістичних ракет, що запускаються з підводних човнів, зростала загроза того, що Радянський Союз може запустити велику кількість ракет з узбережжя, знищивши більшу частину американських міжконтинентальних балістичних ракет раніше, ніж це вдасться. використаний (перший удар). Виготовивши мобільну ракету, яка не могла б легко бути цільовою для ворожих сил і, таким чином, вижити після першої спроби удару, ВПС сподівалися зменшити цю можливість і зберегти здатність стримувати (другий удар). Це також була відповідь на радянську розробку МБР SS-24 (залізнична мобільна) і SS-25 (дорожня мобільна).

## Конструкція
За конструкцією XMGM-134A являла собою триступеневу твердопаливну ракету. Як і LGM-118 Peacekeeper, вона використовувала систему холодного пуску, в якій тиск газу використовувався для викиду ракети з пускового контейнера. Ракета спалахувала лише тоді, коли була звільнена від пускової установки.
Midgetman мала дальність близько 11,000 км. Для ракети було розроблено дві боєголовки: боєголовка W87-1 у боєприпасі Mark 21 із потужністю 475 кт (1 990 ТДж) і проникаюча боєголовка W61 потужністю 340 кт (1 400 ТДж).

### Транспортний засіб: Hard Mobile Launcher

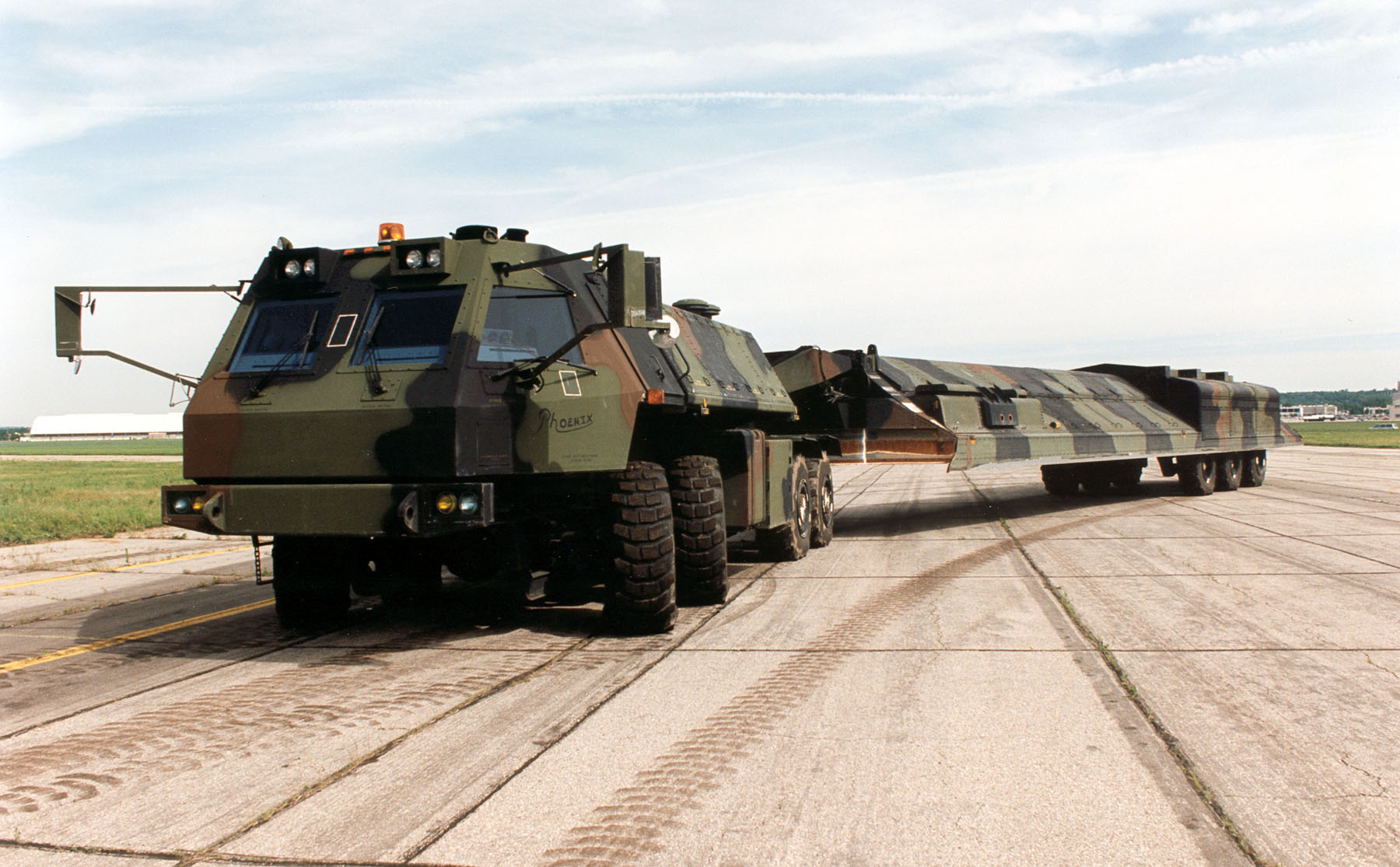
Hard Mobile Launcher

Midgetman повинна була перевозитися на восьмиколісному транспортному засобі Hard Mobile Launcher (HML). Більшість цих транспортних засобів зазвичай залишаються на базах і розгортаються лише під час міжнародної кризи, коли ядерна війна вважається більш імовірною. Hard Mobile Launcher був радіаційно захищений і мав плуг, встановлений на причепі, щоб вкопувати HML у землю для додаткового захисту від ядерного вибуху.